# Saint-Martin-des-Champs (Yvelines)
Saint-Martin-des-Champs – miejscowość i gmina we Francji, w regionie Île-de-France, w departamencie Yvelines.
Według danych na rok 1990 gminę zamieszkiwały 313 osoby, a gęstość zaludnienia wynosiła 50 osób/km² (wśród 1287 gmin regionu Île-de-France Saint-Martin-des-Champs plasuje się na 919. miejscu pod względem liczby ludności, natomiast pod względem powierzchni na miejscu 597.).